# Neivamyrmex cratensis
Neivamyrmex cratensis är en myrart som beskrevs av Borgmeier 1953. Neivamyrmex cratensis ingår i släktet Neivamyrmex och familjen myror. Inga underarter finns listade i Catalogue of Life.